# Foca
Foca — название малоформатных фотоаппаратов, выпускавшихся во Франции компанией OPL (фр. Optique et précision de Levallois).

## Историческая справка
Компания OPL основана в 1919 году, как оптико-механическое производство для нужд французской армии. Основной продукцией были приборы наблюдения и фотокинопулемёты. Идея наладить производство фотоаппаратов появилась в середине 1930-х годов, как замена импорту из нацистской Германии, политическое противостояние с которой нарастало.
Первая модель «Foca PF» была разработана в 1938 году, но из-за начавшейся Второй мировой войны и последовавшей вскоре оккупации, производство так и не было запущено.
Серийный выпуск фотоаппаратов был начат лишь после войны в 1945 году. Первая модель «две звезды» (Foca PF**), несмотря на высокую стоимость в 27 000 франков, получила успех на внутреннем рынке фототехники. Через два года в городе Шатодён было налажено массовое производство этой и других моделей. Благодаря политике протекционизма, OPL удавалось успешно противостоять немецкому и японскому фотоаппаратостроению, продукция которого становилась всё более передовой. Кроме дальномерных фотоаппаратов со шторным затвором были разработаны новые линейки с центральным, и даже оригинальная конструкция зеркального фотоаппарата. Однако, после подписания Францией Римского договора в 1957 году, ситуация на рынке резко изменилась. Три года спустя, после создания Европейской ассоциации свободной торговли, протекционистские пошлины пришлось отменить, и на европейские прилавки хлынул поток новейших японских фотоаппаратов, быстро ставших популярными.
Несмотря на активную исследовательскую работу и наличие перспективных разработок наподобие среднеформатного «Focasix», продажи фотоаппаратов «Foca» неуклонно снижались как во Франции, так и по всей Европе. Определённую роль сыграла растущая популярность зеркальной аппаратуры, в сегменте которой OPL был наименее конкурентоспособен. Качественные дальномерные фотоаппараты, выпускавшиеся компанией, потеряли свою актуальность, и их выпуск к середине 1960-х был снижен в несколько раз даже ведущими производителями, такими как Ernst Leitz. В конце 1964 года, через два года после смерти своего основателя Армана де Грамона, OPL прекращает выпуск фотоаппаратуры, слившись с производителем объективов SOM-Berthiot под маркой SOPEM, позже SOPELEM (ныне, после череды продаж и слияний, принадлежит объединению Safran). Послепродажное обслуживание фототехники осуществлялось до начала 1970-х годов.

## Технические особенности
Все модели основной линейки Foca обозначались буквами PF, означающими фр. Le Petit Format, буквально «малый формат», и разным количеством звёзд. Фотоаппараты «Foca PF» оснащались фокальным затвором с горизонтальным ходом матерчатых шторок, близким по конструкции к затвору Leica. В первых моделях крепление сменных объективов было резьбовым, а затем был разработан байонет собственной конструкции, впервые использованный в модели «Universel». Стандарт резьбового крепления был оригинальным и не совпадал с распространённым «леечным», значительно ограничивая выбор сменной оптики. Сама OPL выпускала небольшой ассортимент объективов под названием «Oplar». Кроме самой дешёвой модели PF* («одна звезда»), все камеры снабжались встроенным дальномером, совмещённым с телескопическим видоискателем, по типу немецкого «Contax II». По сравнению с «Лейкой», в которой дальномер и видоискатель имели раздельные окуляры, это считалось более прогрессивным. От «Контакса» была заимствована также съёмная задняя крышка, облегчающая зарядку плёнки. Самой совершенной моделью линейки PF считается выпущенная в 1955 году «Universel R» с полным диапазоном выдержек от 1/1000 до целой секунды, курковым взводом и усовершенствованным видоискателем.

## Другие линейки Foca
В 1955 году компания начала выпускать новое семейство фотоаппаратов под названием «Focasport». Это была упрощённая версия «Foca PF», вместо фокального затвора оснащённая центральным типа «Crouzet» в несменном объективе. Фотоаппараты этой серии выпускались до 1964 года и модель II обладала встроенным дальномером, сопряжённым с оправой объектива. Дорогие варианты моделей I и II снабжались встроенным экспонометром. 
В 1958 году OPL поддержала общую тенденцию развития зеркальной аппаратуры и начала выпуск линейки однообъективных зеркальных «Focaflex» с центральным затвором и несменным объективом. Особенностью этих камер был уникальный зеркальный видоискатель, в котором вместо классической пентапризмы использована крышеобразная призма Амичи. Подвижное зеркало отражало свет объектива не вверх, а вниз на отражающий фокусировочный экран, расположенный на дне. Фотограф наблюдал прямое изображение на этом экране сквозь призму Амичи и полупрозрачное зеркало, которое перед срабатыванием затвора опускалось вниз. Кроме того, фотоаппарат снабжался экспозиционной шкалой, позволяющей фиксировать взаимное положение колец выдержки и диафрагмы. При этом их вращение становилось согласованным и не изменяло общую экспозицию при выборе любой экспопары.
Дальнейшим развитием семейства «Focasport» стали камеры «Focamatic». Главным отличием был обязательный встроенный экспонометр, сопряжённый с органами управления и экспозиционной автоматикой. При недостатке освещения спусковая кнопка автоматически блокировалась. Изменился и внешний дизайн, в котором угловатый прямоугольный корпус сменил плавные очертания, характерные для аппаратуры 1950-х. Последней выпущенной моделью стала бокс-камера «Foca Marly», рассчитанная на рольфильм тип-127. Конструкция была предельно удешевлённой, но даже это не позволило занять на рынке сколько-нибудь заметную нишу.